# سامبلون (مترو باريس)
سامبلون (بالفرنسية: Simplon)‏ هي محطة مترو تابعة لمترو باريس تقع في فرنسا في الدائرة الثامنة عشرة في باريس.[بحاجة لمصدر]